# Coregonus duplex
Coregonus duplex is een straalvinnige vissensoort uit de familie van de zalmen (Salmonidae) en de onderfamilie houtingen. De wetenschappelijke naam van de soort is voor het eerst geldig gepubliceerd in 1890 door Victor Fatio als ondersoort C. schinzii dupex. Het is een endemische vissoort uit Zwitserland die daar Grundler wordt genoemd.

## Kenmerken
De vis kan minstens 44 cm lang worden. De vis heeft een stompe snuit en een iets gebogen rug. Het aantal kieuwboogaanhangsels is 24 tot 28, het aantal schubben tussen de rugvin en de zijlijn is 10 tot 12.

## Verspreiding en leefgebied
De Grundler komt alleen voor in het Walenmeer bij Walenstadt en misschien ook in het Meer van Zürich. De vis verblijft merendeels dicht bij de waterbodem. De paaitijd valt in de tweede helft van november. De vis paait in ondiep water boven stenige bodems, dicht bij de brandingszone.

## Status
De soort wordt door de IUCN niet opgenomen op de Rode Lijst. Kottelat & Freyhof kwalificeerden in 2007 de vis als niet bedreigd.